# Gyarmati Anna
Gyarmati Anna vagy sokszor Gyarmati Panka (Eger, 1993. január 6. –) Európa-bajnok, junior világbajnok magyar snowboardos.

## Sportpályafutása
Gyarmati Anna 2010 óta vesz részt a Nemzetközi Síszövetség versenyein. A 2011-es junior snowboard-világbajnokságon aranyérmet nyert az olaszországi Chiesa in Valmalencóban a szabadstílusúak versenyében. 2013 januárjában mutatkozott be a felnőtt világkupa mezőnyben, ekkor a 42. helyen zárt, ugyancsak szabadstílusban, míg a világbajnokságon 16. lett. 2014-ben 11. helyen végzett a Breckenridge-ben rendezett amerikai Grand Prixn, ekkor közel volt az olimpiai kvalifikációhoz, amit végül nem sikerült kiharcolnia. Ebben az évben hatodik helyen végzett a világkupa-sorozatban.
A 2015-ös világbajnokságon a döntőbe jutott és hatodik helyezettként zárt. 2015 márciusában a csehországi világkupán kartörést szenvedett. 2016 januárjában világkupa futamot nyert a kaliforniai Mammoth Mountainon rendezett fordulóban. Ez volt az első alkalom, hogy magyar versenyző a Nemzetközi Síszövetség bármely szakágában versenyt nyert. Márciusban meghívást kapott a Burton US Open elnevezésű viadalra, ami a hódeszkások legnevesebb vetélkedése. Itt a 14. helyen zárt. A világkupa-sorozatban 6. lett a szabadstílusú szakágban.
2016 novemberében súlyos sípcsonttörést szenvedett, aminek következtében a következő szezont ki kellett hagynia. Hat hónappal a műtét után kezdett újra edzeni. 2018 januárjában kezdte újra a versenyzést, így a 2018-as olimpiáról is lemaradt.
2019-ben részt vett a TV2 Exatlon Hungary című sport-realityjében, ahol a Bajnokok csapatát erősítette.
2019 májusában bejelentette a visszavonulását.